# Identisation
L’identisation est le processus de construction, de développement, d’évolution des identités (identité personnelle et identités collectives telles que genre et sexe, âges, professions, cultures, etc.)[réf. nécessaire].
L’identité, étymologiquement, met surtout l’accent sur le "même", la permanence, la stabilité ou l’équilibre des représentations (de soi, de nous). L’identisation introduit par contre l’hypothèse d’une dynamique paradoxale entre deux ou plusieurs processus susceptibles de s’harmoniser ou d’entrer en conflit (crise identitaire). Elle implique donc à la fois l'effort constant de différenciation, d'affirmation, de valorisation dans les conduites, les pratiques, par rapport aux autres (auto-promotion), en même temps que la construction d'une intériorité, d'une subjectivité, d'une tendance à donner sens et valeur à soi-même, à sa propre vie, ses croyances, ses engagements et ses projets (auto-identification). Il est donc particulièrement important de ne pas confondre identisation et identifications, mais de chercher à comprendre comment elles s'opposent, s'harmonisent ou coexistent en parallèle.

## Implications
Il convient donc de préciser et d'analyser les liens théoriques et pratiques entre identité, identisation, identifications et tactiques/stratégies identitaires [réf. nécessaire]:
1. Identité (état) = représentation/ description ; « je suis, nous sommes » (ceci, cela : attributions/qualificatifs) : idem (être le même), ipse (être soi-même).
2. Identisation (processus) = je deviens (mouvement, historisation, mutation, construction/déconstruction/reconstruction). Exemple: je retrouve une personne après une longue absence : « que deviens-tu ? » Je deviens ce que je suis (enracinement identitaire, auto-identification .. ou je deviens un autre (soi transformé ou identification à un autre que moi)..
3. Identification (processus/état) = Je deviens un autre, je deviens comme certains autres (appartenances), je deviens « comme tout le monde »…
4. Tactiques/stratégies identitaires (procédures, moyens par lesquels je cherche à me transformer, à me maintenir, à me défendre, à atteindre mes objectifs, ..)

## Historique
Le terme d'« identisation » a été proposé en psychologie pour la première fois, par Pierre Tap, dans un document distribué avant le colloque en juillet 1979 : Production et affirmation de l’identité.

Dans le cadre de sa synthèse Identité et changements sociaux. Point de vue d’ensemble, en fin de colloque, Carmel Camilleri reprend la notion [réf. nécessaire]: 

« il est apparu à tous que l’identité est une dynamique, que nous qualifierons de dialectique, d’union de deux processus contraires, qui sans cesse se repoussent pour s’unir et s’unissent pour se repousser : un processus d’assimilation ou d’identification par lequel l’individu se rend semblable à l’autre que lui, en absorbant ses caractéristiques ; un processus de différenciation que P.Tap a appelé « identisation » par lequel l’individu prend distance par rapport à l’autre et se saisit comme distinct de lui. »

 
Dans l’introduction des actes du colloque international de Toulouse en septembre 1979,, Pierre Tap revient sur les relations complexes entre identification (à l’autre ou identification à ce que l’autre attend de moi) et identisation (auto-identification, affirmation et singularisation) : 

« Les processus en jeu dans l’identisation sont, pour une part de l’ordre du cognitif... l’identité se constitue sur la base d’un processus fondamental de dédoublement, responsable de toute mentalisation. Mais... la connaissance identitaire n’est pas le résultat d’une pure organisation cognitive, d’une structuration objective de perceptions et de souvenirs. Elle émerge et se développe à l’occasion de conflits interpersonnels et intrapersonnels, conjointement, pendant des périodes critiques où la personne est passionnellement impliquée. Les aspects socio-affectifs et imaginaires s’y mêlent donc à l’action adaptatrice et à la connaissance objectivante. »

 Dans le même ouvrage, Philippe Malrieu analyse les caractéristiques et les phases de la « genèse des conduites d’identité » et donc de l’identisation.

## Évolution du concept
Pierre Tap a souvent repris la notion d’identisation pour la préciser à partir de multiples exemples dans les diverses phases de la vie (enfance, adolescence, adulte, adulte âgé), en particulier dans sa thèse d’État. Il faut faire la différence entre l’identisation collective (processus de construction de l’identité humaine, de l’identité occitane, de l’identité professionnelle, religieuse, etc.) et la construction de l’identité personnelle[réf. nécessaire]. Celle-ci implique la genèse et le rôle pratique et symbolique de la conscience de soi, des conduites d’indépendance et d’autonomisation, du besoin de s’affirmer et de se singulariser, de s’opposer et de s’unifier[réf. nécessaire]. Mais le danger est grand de tomber dans le psychologisme, de céder le champ à l’attitude individualiste, de réduire l’identisation au processus de narcissisation… comme l’on peut s’en tenir, à l’inverse, à une position sociologiste fondée sur l’hypothèse socio-déterministe selon laquelle notre identité personnelle ne serait que le produit de ce que notre culture et notre société nous imposent et que nous intériorisons...[réf. nécessaire]
L’auteur évoque dès 1982 l’identisation dans l’article identité-psychologie de l’Encyclopædia Universalis dans laquelle il propose plusieurs caractéristiques du processus d’identisation. Il doit défendre le maintien du néologisme pour éviter son remplacement par les processus d’identification ou de la «s’identification » proposés par les correcteurs, mais le concept est constamment repris dans les éditions suivantes.

## L’identisation, comme processus paradoxal
Par la suite, de multiples auteurs ont analysé les relations contradictoires et pourtant articulées, entre identifications et identisations, mais le caractère paradoxal évoqué prend de multiples formes : l'identité et l'altérité, l'interne et l'externe, les différences et les ressemblances ou solidarités, la légitimité ou les masques et mascarades, etc. L’identisation est à la fois un processus de construction, affirmation et différenciation de soi (ou de nous) par rapport à l’autre (aux autres), mais elle est aussi un constant effort de conservation (être le même/être soi-même, maintenir, se défendre) et de conversion (personnation, devenir soi-même, changer, dépasser)[réf. nécessaire]. Cette lutte entre conservation et conversion s’opère dans l’effort paradoxal d’identisation, celle-ci étant alors définie comme le constant processus de régulation et de compensation, de conquête et de défense, d’ancrage et d’engagement, de maintien de l’identité personnelle malgré ou à travers les changements, en même temps que sa mutation à travers les crises à dépasser, sans perdre les significations ou les valeurs servant de fondement à sa propre histoire[réf. nécessaire].

## Applications

### Crise d’identité de l’adolescence
Glynis Breakwell distingue deux processus : l’assimilation-accommodation (selon la conception de Jean Piaget) et l’évaluation (valuation, introduction des valeurs et du sens dans la dynamique des engagements).
Bosma souligne l’importance de l’action du développement de soi et des processus d’engagement dans la gestion identitaire.

### Les jeunes immigrés
« L’identité n’est pas une donnée, mais une dynamique incessante, série d’opérations pour maintenir ou corriger un moi où l’on accepte de se situer et que l’on valorise »[réf. nécessaire]. « Il n’est rien de plus collectif que l’identité personnelle », que l’on peut opposer au « pour-soi » de Jean-Paul Sartre : « seules les pratiques individuelles (libres-pour-soi) existent (et) sont constituantes ». Mais cette opposition entre l’individuel et le collectif n’est pas productive. L’important est de montrer que les pratiques, comme les représentations et les valeurs, individuelles et collectives, s’interstructurent nécessairement.

L’opposition entre l’identité ontologique (ou normative ou identité de valeur) et l’identité pragmatique (ou instrumentale, identité de fait). 
Sartre établit des différences et des liens entre « l’en soi », le « pour soi » et le « pour autrui ». Il faut pour ces jeunes trouver un équilibre entre des exigences et des valeurs différentes venues de cultures différentes et parfois conflictuelles, entre « le besoin pragmatique d’adaptation à la culture dominante et le besoin ontologique de loyauté vis-à-vis de soi-même ».

### La construction de l’identité professionnelle des enseignants
Selon Christiane Gohier et son équipe, l’enseignant participe directement à la construction de son identité professionnelle par le biais de ses interactions avec les autres. Cette construction fait appel à deux processus qui se complètent : l’identification et l’identisation. L’enseignant fait appel à l’identification quand il adopte des caractéristiques et des pratiques de la profession. Il fait appel à l’identisation quand il se reconnaît comme étant lui-même dans l’exercice de sa profession. Ces deux processus se complètent et contribuent à la construction identitaire de l’enseignant. L’identité professionnelle est donc de nature développementale et évolutive. Même si elle se développe en grande partie durant la formation initiale et pendant les premières années d’enseignement, elle demeure en état de flux continuel.